# Dies coeptus pro completo habetur
Dies coeptus pro completo habetur (alla lettera Il giorno iniziato si deve ritenere come trascorso)  è un antico brocardo con validità nelle prescrizioni acquisitive.
Più in generale il principio generale è che nei termini il giorno iniziale non viene computato, mentre lo è il giorno finale. 
Nel diritto romano, però, era consuetudine ritenere che l'inizio dell'ultimo giorno già determinasse la prescrizione acquisitiva come l'usucapione. Nella cultura popolare è tradizione di molti ambienti che l'alba determini l'acquisizione dei diritti che maturano in quel giorno.